# 朝だす!
朝だす!（あさだす）は、2009年4月から2014年3月28日まで静岡放送（SBSラジオ）で平日の朝に放送されたラジオ番組。
公式サイトでは「一日のスタートに欠かせない情報をコンパクトにお届けします!」と謳っている。

## 放送時間
- 月曜日 - 金曜日 午前6時30分 - 午前9時

## パーソナリティ
両者とも、SBSアナウンサー。
- 大石岳志（月曜日 - 水曜日）
- 吉田幸真（木曜日・金曜日、2011年4月 - ）

### 過去のパーソナリティ
| 期間     | 期間      | 月曜日 - 水曜日 | 木曜日・金曜日 |
| -------- | --------- | --------------- | -------------- |
| 2009.4.1 | 2011.3.31 | 大石岳志        | 松永直子       |
| 2011.4.1 | 2014.3.28 | 大石岳志        | 吉田幸真       |

## タイムテーブル
- 6:30 オープニング
- 6:35 静岡新聞ニュース・交通情報
- 6:40 JFマリンバンク海の天気予報
- 6:42 ハピ出す!
- 6:45 歌のない歌謡曲
- 7:00 静岡新聞ニュース・交通情報・天気予報（お早うネットワーク企画ネットコーナー）
- 7:10 スポーツ・エンター!
- 7:15 情報三枚おろし（「武田鉄矢の今朝の三枚おろし」企画ネットコーナー）
- 7:25 静岡新聞ニュース
- 7:30 交通情報・天気予報
- 7:35 ハイ!作文よみます
- 7:40 ニュースポエンター!
- 7:45 デイリーECOランキング
- 7:50 交通情報・天気予報
- 7:55 朝だすうらない
- 8:00 話題のアンテナ 日本全国8時です
- 8:15 交通情報・天気予報
- 8:20 SUZUKIハッピーモーニング 鈴木杏樹のいってらっしゃい
- 8:25 ニュースポエンター!
- 8:30 クローズアップ・マイタウン!
- 8:40 フリー（水・木 ラジオショッピング）
- 8:45 （月 - 水）たけちゃんの包包BOX（パオパオボックス）（木・金）こーしんの包包BOX
- 8:56 交通情報・エンディング